# (120352) Gordonwong
(120352) Gordonwong est un astéroïde de la ceinture principale aréocroiseur.

## Description
(120352) Gordonwong est un astéroïde de la ceinture principale aréocroiseur. Il présente une orbite caractérisée par un demi-grand axe de 2,28 UA, une excentricité de 0,28 et une inclinaison de 6,2 par rapport à l'écliptique.
Il est nommé d'après un contributeur de la mission OSIRIS-REx dont l'objet est l'étude de l'astéroïde (101955) Bénou.

## Compléments